# Apochthonius minor
Espèce
Apochthonius minor est une espèce de pseudoscorpions de la famille des Chthoniidae.

## Distribution
Cette espèce est endémique de Géorgie aux États-Unis. Elle se rencontre dans la grotte Parker Cave dans le comté de Chattooga et dans la grotte Morrison Cave dans le comté de Dade.

## Description
Les mâles mesurent de 0,88 à 1,02 mm et la femelle paratype 1,21 mm.

## Publication originale
- Muchmore, 1976 : New species of Apochthonius, mainly from caves in central and eastern United States (Pseudoscorpionida, Chthoniidae). Proceedings of the Biological Society of Washington, vol. 89, no 4, p. 67-80 (texte intégral).